# Falki (Sainte-Croix)
Pour les articles homonymes, voir Falki.
Falki est une localité polonaise de la gmina de Gnojno, située dans le powiat de Busko en voïvodie de Sainte-Croix.